# Komaki, Aichi
Komaki (小牧市 Komaki-shi, Tiểu Mục) là một thành phố thuộc tỉnh Aichi, Nhật Bản.
Tính đến năm 2010, thành phố có dân số ước tính vào khoảng 149.415 người và mật độ dân số 2,380 người/km². Tổng diện tích là 62.82 km².

## Lịch sử
- 1584: các khu vực xung quanh núi Komaki đã trở thành nơi diễn ra trận đánh nổi tiếng Komaki
- 1 tháng 1 năm 1955: Thành phố được thành lập.

## Thành phố kết nghĩa
- Wyandotte, Michigan, Hoa Kỳ